# AN/APG-81
El AN/APG-81 es un radar activo de barrido electrónico (AESA) diseñado por Northrop Grumman Electronic Systems para el F-35 Lightning II.
El radar AN/APG-81 AESA del Joint Strike Fighter es el resultado de la competición para el contrato de adquisición del AESA más grande del mundo licitado por el Gobierno de Estados Unidos. Westinghouse Electronic Systems (adquirida por Northrop Grumman en 1996) y Hughes Aircraft (adquirida por Raytheon en 1997) recibieron contratos para el desarrollo de un Sistema Integrado RF Multifunción/Matriz multifunción (MIRFS/AMF) en febrero de 1996. Lockheed Martin y Northrop Grumman fueron seleccionados como los ganadores del concurso Joint Strike Fighter; El contrato de desarrollo del sistema y de demostración (SDD) fue anunciado el 26 de octubre de 2001.
El AN/APG-81 es un radar sucesor del AN/APG-77 del F-22. Se esperan pedidos por más de 3.000 radares AN/APG-81 AESA para el F-35, con la producción para ejecutar más allá de 2035 e incluyendo grandes cantidades de pedidos internacionales. Hasta agosto de 2007, 8 APG-81s ya han sido producidos y entregados. Los tres primeros bloques del software de radar se han desarrollado, probado en vuelo y entregado antes de lo previsto por Northrop Grumman Corporation. Las capacidades del AN/APG-81 incluyen modos aire-aire más avanzados que el AN/APG-77, modos aire-tierra incluyendo mapeo de alta resolución, detección y seguimiento de múltiples objetivos en movimiento en tierra, identificación amigo-enemigo, guerra electrónica y comunicaciones de ultra alto ancho de banda. El radar de producción actual del F-22 es el APG-77v1, que se basa en el hardware y software del APG-81 para las capacidades avanzadas aire-tierra.
En agosto de 2005, el radar APG-81 voló por primera vez a bordo de un laboratorio BAC 1-11 de Northrop Grumman Aerotransportado. Desde entonces, el sistema de radar ha acumulado más de 300 horas de vuelo, madurando los cinco bloques de software. El primer test de vuelo del radar con aviónica Lockheed Martin's CATBird tuvo lugar en noviembre de 2008. Anunciado el 22/06/10: el radar superó satisfactoriamente el rendimiento de seguimiento de objetivos a larga distancia como parte de su primera misión de prueba de sistemas de un avión F-35 Lightning II BF-4.
El equipo AN/APG-81 ganó el 2010 el David Packard Excellence in Acquisition Award por su gran rendimiento contra jammers.